# Urov
L'Urov (in russo Уров?) è un fiume dell'Estremo Oriente russo, affluente di sinistra dell'Argun'. Scorre nei rajon Kalganskij, Gazimuro-Zavodskij e Nerčinsko-Zavodskij del Territorio della Transbajkalia. 
Il fiume proviene da un piccolo lago all'estremità nord-orientale dei monti della Nerča a un'altitudine di circa 1 050 m sul livello del mare.
La lunghezza del fiume è di 290 km, l'area del bacino è di 4 210 km². Sfocia nell'Argun' a 271 km dalla foce. La copertura di ghiaccio di solito insorge alla fine di ottobre e dura sino all'inizio di maggio. Lo spessore del ghiaccio raggiunge i 150 cm.